# Ogmore (flod)
Ogmore (walisisk: Afon Ogwr) er en flod South Wales. Den løber fra nord mod syd fra Ogmore Vale og Gilfach Goch, forbi Bridgend og byem Ogmore. Floden udspringer ved Craig Ogwr (527 m) i Ogmore Valley, og Ogwr Fawr forbindet den med Ogwr Fach ved Blackmill. Floderne Llynfi, Garw og Ewenny i udmundingen er alle bifloder. Den flyder ud i Bristolkanalen mellem Ogmore-by-Sea og Merthyr Mawr sandklitter.